# Ћипировине
Ћипировине су насељено мјесто у граду Бијељина, Република Српска, БиХ. Према попису становништва из 1991. у насељу је живјело 274 становника.

## Становништво
| Националност       | 1991.        |
| Срби               | 252 (91,97%) |
| Југословени        | 20 (7,29%)   |
| остали и непознато | 2 (0,72%)    |
| Укупно             | 274          |

| Демографија | Демографија | Демографија |
| Година      | Становника  | Становника  |
| ----------- | ----------- | ----------- |
| 1948.       | 204         |             |
| 1953.       | 241         |             |
| 1961.       | 265         |             |
| 1971.       | 271         |             |
| 1981.       | 281         |             |
| 1991.       | 273         |             |